# Weekmaker
Weekmakers zijn additieven die worden toegevoegd aan kunststoffen, voornamelijk thermoplasten, om hun fysieke eigenschappen te bewerken, met name de flexibiliteit.
Deze moleculen zijn bij kamertemperatuur voornamelijk vloeibaar en beperkt vluchtig. Indien een weekmaker mengbaar is met een kunststof, interageert deze door middel van niet-covalente bindingen en ‘smeert' als het ware de polymeerketens. Hierdoor wordt de glasovergang (Tg) verlaagd en de mechanische eigenschappen van het polymeer minder bros en meer rubberachtig. Gedurende de laatste 60 jaar zijn er meer dan 30.000 verschillende bestanddelen geëvalueerd voor hun ‘weekmakende’ eigenschappen. Vandaag de dag zijn er ongeveer 50 weekmakers commercieel beschikbaar, waarvan het overgrote deel toepassing vindt in polyvinylchloride (pvc). In 2017 bedroeg het totale globale verbruik van weekmakers 7,5319 miljoen ton per jaar, waarvan 1,354 miljoen ton per jaar in Europa geconsumeerd werd.
Meer dan de helft van alle toegepaste weekmakers behoort tot de familie van de ftalaatweekmakers. Dit type weekmaker wordt onderverdeeld in laag-moleculair-gewicht ftalaten, afkomstig van C3-C6 alcoholen, en hoog-moleculair-gewicht ftalaten (> C6). Vanwege negatieve effecten op het milieu en de volksgezondheid zijn de laag-moleculair-gewicht ftalaten stelselmatig vervangen in de Verenigde Staten, Canada en de Europese Unie. Enkele voorbeelden van ftalaatesters zijn di(ethylhexyl)ftalaat (DEHP), benzylbutylftalaat (BBP), di-n-butylftalaat (DBP, DNBP), di-isononylftalaat (DINP), di-isodecylftalaat (DIDP), dioctylftalaat (DOP, DNOP) en di-isobutylftalaat (DIBP). (De "P" in de afkortingen is afkomstig van het Engelse phtalate: ftalaat.) In pvc wordt soms zelfs wonderolie gebruikt als weekmaker. Een alternatief voor het gebruik van additieven is het incorporeren van lange flexibele zijketens in de polymeerstructuur zelf, die bij benadering hetzelfde effect als toegevoegde weekmakers veroorzaken. Dit verschijnsel wordt ook wel 'inwendige weekmaking' genoemd.

## Mogelijke gezondheidsrisico's
Veel weekmakers, met name ftalaten, worden ervan verdacht bij vrijkomen uit de kunststoffen schadelijke effecten op de gezondheid te hebben. Dit is dan vooral relevant bij materialen die als verpakking voor bijvoorbeeld voedingsmiddelen dienen. Ook het gebruik van weekmakers in medische hulpmiddelen en in kinderspeelgoed is bron van zorg. Omdat de weekmakers vaak gecombineerd en in veel verschillende concentraties voorkomen in de te onderzoeken bloed- of urinemonsters, wordt in de meeste onderzoeken geconcludeerd dat verder onderzoek wenselijk is. Een kleine selectie uit het onderzoek:
- Onderzoek op ratten in 1982 wees uit dat het toedienen van dimethoxyethyl ftalaat (DMEP) aan een moederrat schadelijke gevolgen heeft voor de foetus. Misgeboorte, ondergewicht en misvormingen van hersenen en skelet werden vastgesteld.[2] Daarom is de blootstelling van de menselijke foetus en zuigelingen aan ftalaten via blootstelling van de moeder een punt van zorg.[3]
- Onderzoek op ratten uitgevoerd in 2007 toonde aan dat bepaalde weekmakers een negatieve invloed hadden op de ontwikkeling van de genitaliën van de ongeboren vrucht.[4]
- Onderzoek in 2013 onder 174 zwangere vrouwen wees uit dat er een correlatie was tussen de hoeveelheid weekmakers in het bloed van de zwangere vrouwen en het voorkomen van genitale afwijkingen bij de 74 mannelijke nakomelingen die zij kregen. De afwijkingen betroffen de afstand tussen anus en penis en de lengte van de penis.[5] Ander onderzoek in 2015 toonde alleen een verband aan tussen het niveau van DEHP in het bloed van de zwangere vrouw en bepaalde afwijkingen bij de genitaliën van de manlijke nakomelingen. Tussen het niveau DEHP en afwijkingen bij vrouwelijke nakomelingen werd geen verband gevonden.[6] Weer een ander onderzoek (2009) vond alleen een verband tussen DBP en de gezondheid van de foetus. Andere ftalaten leken geen invloed te hebben.[7]
- REACH is het systeem van registratie van chemicaliën van het Europees Agentschap voor chemische stoffen dat onderdeel is van de Europese Commissie. Doel is het stroomlijnen van het wettelijk kader binnen de Europese Unie betreffende chemicaliën. REACH heeft richtlijnen uitgebracht betreffende het voorkomen van ftalaten in speelgoed.[8] Er zijn in Europa echter nog geen richtlijnen opgesteld betreffende het gebruik van ftalaten bij medisch gerelateerde toepassingen.
- Het gebruik binnen Europa van DEHP, BBP en DBP in kinderspeelgoed, verzorgingsartikelen voor kinderen en cosmetica is (uit voorzorg) verboden sinds 2008, terwijl DINP, DIDP en DNOP niet meer gebruik mogen worden in kinderspeelgoed dat kinderen in de mond kunnen steken[9]
- In juli 2004 kwamen weekmakers in het nieuws vanwege de hoeveelheden die gebruikt worden in zogenaamde scoubidoutouwtjes en de mogelijke risico's bij het kauwen op de touwtjes door kleine kinderen. Er werd in het onderzoek door de Nederlandse Voedsel- en Warenautoriteit vastgesteld dat de kans op schadelijke gevolgen voor de gezondheid voor (kleine) kinderen nihil was.[10]
- Onderzoek in 2009 naar de schadelijkheid van ftalaten in voedingsmiddelen en medische producten wees uit dat het risico op schadelijke effecten laag is.[11]
- Weekmakers worden ook gebruikt in bloedinfuuszakken, die zijn gemaakt van een pvc met een ftaalzuur-ester. Onderzoek in 1981 wees uit dat 25% van de onderzochte bloedproducten verontreinigd was met weekmakers. Dit bleek erg afhankelijk te zijn van de bewaartemperatuur en bewaarperiode.[12] De industrie wijst soms op de positieve invloed van pvc op de houdbaarheid van het bloed. Dit is in onderzoek echter niet aangetoond.[13]
- Bij een onderzoek in 2011 door de Nederlandse Voedsel- en Warenautoriteit naar het gebruik van vibrators en dildo's die als weekmakers ftalaten of nonylfenol bevatten, werd uitgegaan van een gebruiksduur bij privégebruik van twee keer één uur per week en bij professioneel gebruik van twee uur gedurende vijf dagen per week. In het onderzoek werd uitgegaan van migratie van de stoffen in een waterige omgeving. In de praktijk zou echter uitgegaan moeten worden van een zuurdere omgeving en eventueel ook het gebruik van oliehoudende glijmiddelen. Die omstandigheden kunnen een grotere migratie van ftalaten met zich mee brengen dan in het onderzoek naar voren kwam. De conclusie van dit onderzoek was dat er bij particulier gebruik geen risico's te verwachten zijn maar dat bij professioneel, langduriger gebruik de verwachte blootstelling aan ftalaten ten opzichte van de veilige dosis echter te hoog zou kunnen zijn.[14]
- De European Council for Plasticisers and Intermediates (ECPI), een vereniging van fabrikanten van ftalaten, zet diverse kanttekeningen bij de geconstateerde gevaren van het gebruik van ftalaten.[15]

### Alternatieven
De "conservatieve" markt van ftalaten wordt gedomineerd door grote chemische concerns zoals BASF, Exxon, Bayer, Eastman, Oxeno en Perstorp. Omdat er mogelijke risico's kleven aan het gebruik van ftalaten voor gezondheid en milieu, maar ook onder druk van nieuwe regelgeving is er vraag ontstaan naar nieuwe, onomstreden, veilige en efficiënte weekmakers.
Er is een aantal alternatieven voor ftalaten als weekmakers, voornamelijk voor pvc, ontwikkeld, waaronder:
- een mengsel van alkylsulfonzure esters van fenol (merknaam: Mesamoll van Lanxess) met C10-C21-alkylgroepen;
- di-isononylester van 1,2-cyclohexaandicarbonzuur (merknaam: Hexamoll DINCH van BASF);
- esters van isosorbide;
- trialkylesters van citroenzuur, al dan niet voorzien van acetylgroepen, zoals acetyl-tri-n-butylcitraat, acetyl-tri-2-ethylhexylcitraat, tri-ethylcitraat, tributylcitraat of tripentylcitraat.

Deze worden beschouwd als veiliger alternatief voor ftalaten voor gebruik in o.a. kinderspeelgoed, verpakkingsfolie voor voedingswaren of medische toepassingen.
- In 2012 werd onderzoek verricht naar veilige vervangers van zowel pvc als DEHP in de zorg voor pasgeborenen. Het gebruik van pvc-vrije producten leek het meestbelovend, maar gebrek aan voldoende gegevens maakt verder onderzoek noodzakelijk.[17]